# AW.DTV
AW.DTV (Allen Weerbaar. De Twee Vijfjarigen) is een Nederlandse korfbalvereniging uit Amsterdam. Het maakt aanspraak op de oudste korfbalclub van Nederland omdat de oprichtingsdatum 1902 is, wat ook het startjaar van de sport korfbal is.
AW.DTV is een fusie van twee Amsterdamse verenigingen: Allen Weerbaar en De Twee Vijfjarigen (DTV was al een fusie van 2 HBS-verenigingen, de eerste vijfjarige – DEV – en de tweede vijfjarige – DTV – ).
De oprichtingsdatum van AW.DTV is 1 november 1902, de datum dat de oudste vereniging van deze fusie is opgericht (DTV). De fusie van deze clubs vond plaats op 10 november 1996. Als we de kampioenschappen van de club op sommen, moeten we de titels van Allen Weerbaar, DTV en DEV bij elkaar optellen. Als we dat doen, is AW.DTV in totaal 10 keer Nederlands kampioen geworden, waaronder 3 zaaltitels en 7 veldtitels.
AW.DTV heeft als hoofd-veld een kunstgrasveld waar alle wedstrijden van de jeugd en de senioren op gespeeld worden. Daarnaast beschikken zij ook over een kleiner kunstgrasveld dat gebruikt wordt voor trainingen van de – jongere – jeugd.
Vanaf seizoen 2018-2019 speelt AW.DTV haar zaalwedstrijden in de nieuwe sporthal op het Zeeburgereiland. Later is ook het veld op Sportpark Drieburg verruilt voor het complex naast de Sporthal  op het Zeeburgereiland.

## Geschiedenis
Allen Weerbaar
Opgericht op 21 februari 1909

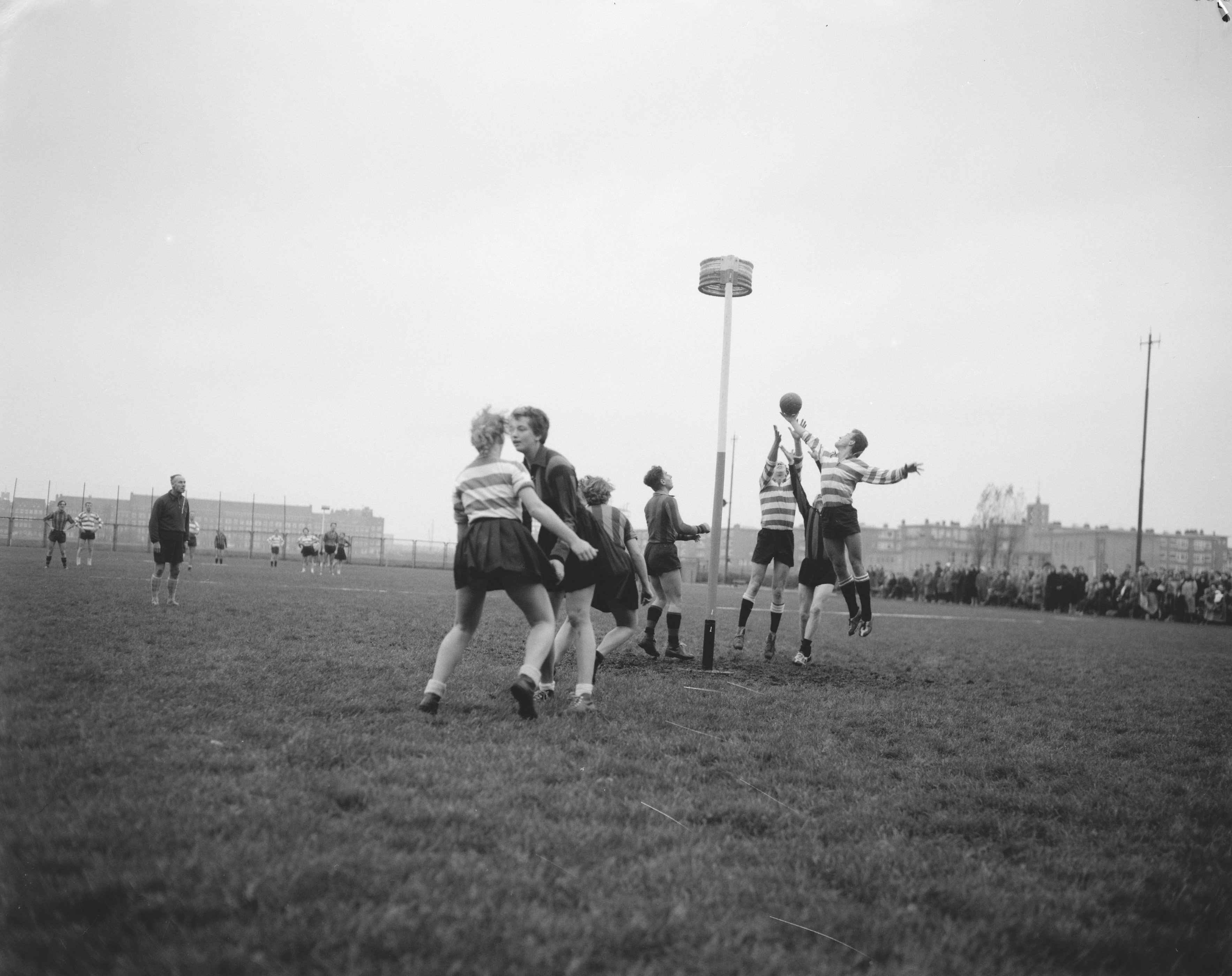
Blauw-Wit tegen Allen Weerbaar op 2 november 1958

De club kwam voort uit de Vereeniging Volksweerbaarheid, met als doel om de militaire weerbaarheid van de bevolking te verhogen.
De club kende ups en downs. Zo speelde het op het veld vaak in de Hoofdklasse, tot de degradatie in 1964. Pas in 1976 promoveerden ze terug op het hoogste veldniveau. Daarna degradeerden ze weer in 1983.
In de zaal deed de club het veel beter. Zaalkorfbal bestaat sinds 1957 en in 1974 deed de club voor het eerst mee op het hoogste niveau.
In hun eerste seizoen werden ze meteen 1e in de Hoofdklasse A en stonden ze meteen in de finale. In de finale werd gewonnen van Ons Eibernest en was de club in het eerste jaar al Nederlands zaalkampioen.
Daarna haalde de vereniging weer de finale in 1977 en won het in de finale van LUTO. Slechts 2 jaar later, in 1979 stond het weer in de finale, maar daar werd verloren van stadsgenoot AKC Blauw-Wit.
Wederom stond het 2 jaar later weer in de finale, in 1981. Deze finale was bloedstollend, want er moest na gelijkspel verlengd worden. Uiteindelijk won Allen Weerbaar met 1 punt verschil van Deetos. Drie jaar later speelde de club hun laatste zaalfinale in de geschiedenis. Fortuna werd met 1 punt verschil verslagen.
1996 was een bijzonder jaar voor de club. Eerst degradeerde het van de Hoofdklasse en daarna was de fusie met DTV een feit.
De vereniging is dus in totaal 4 maal Nederlands zaalkampioen geworden voor de fusie.
DTV
Opgericht op 1 november 1902
Het is een schoolclub die verbonden is aan de tweede vijfjarige HBS, rechtsvoorganger van het Spinoza Lyceum, in de Roelof Hartstraat. De afkorting DTV staat in die dagen voor ‘De Tweede Vijfjarige' als directe verwijzing naar de school.
Op 6 september 1930 fuseert DTV met een vereniging waarmee het al langere tijd een vriendschappelijke band onderhoudt, namelijk de Hoogere Burgerschool Sportvereeniging DEV (‘De Eerste Vijfjarige').
Deze vereniging werd al op 1 mei 1901 opgericht als algemene schoolclub verbonden aan de eerste vijfjarige HBS aan de Keizersgracht.
Het is een club die zich vooral bezig houdt met sporten en in het najaar van 1902 weet de grondlegger van de korfbalsport, de Amsterdamse onderwijzer Nico Broekhuysen, de leerlingen van de club te interesseren voor het korfbalspel.
Tot aan de fusie behoren beide clubs, de twee oudste in korfballand, tot succesvolle verenigingen in Nederland. Er worden in die beginjaren vele prijzen gewonnen en in 1920 schopt DEV het zelfs tot landskampioen. Na deze glorierijke periode gaat het echter een stuk minder goed met beide verenigingen wat uiteindelijk zal leiden tot de fusie in 1930.
De nieuwe fusieclub DTV wordt al direct in haar eerste jaar kampioen van Nederland

## Successen
Nederlands veldkampioen 1905 (DTV), 1906 (DTV), 1909 (DEV), 1918 (DTV), 1920 (DEV), 1923 (DTV), 1931 (DTV)
Nederlands zaalkampioen 1975 (Allen Weerbaar), 1977 (AW), 1981 (AW), 1984 (AW)

## Korfbal League
Vanaf 2005-2006 bestaat de Korfbal League, 1 competitie met de 10 beste clubs uit Nederland. Promotie naar de Korfbal League kan op 2 manieren; de kampioen van de Hoofdklasse Finale promoveert direct, maar de verliezend Hoofdklasse finalist speelt een play-down tegen de nummer 9 van de league.
AW.DTV won in 2015 de play-offs en promoveerden naar de Korfbal League. De club won de Hoofdklasse Finale van DOS'46 met 35-31.
In seizoen 2015-2016 waren er in totaal 2 Amsterdamse clubs actief op het hoogste niveau, want naast AW.DTV speelt stadsgenoot AKC Blauw-Wit al vanaf de oprichting in de Korfbal League.
In het eerste seizoen in de Korfbal League werd AW.DTV 9e en moest daardoor de play-downs spelen. Het speelde tegen TOP (A) en won over 2 wedstrijden en mocht daardoor blijven in de league.
In het tweede seizoen won de club slechts 2 duels en werd het 10e. Daardoor was directe degradatie uit de league een feit.
Wat noemenswaardig is, is dat in de 2 seizoenen waarin AW.DTV actief was in de Korfbal League, speelster Ilona van den Berg in beiden seizoenen topscoorder was bij de dames.